# Marsvin (familj)
Familjen marsvin (Caviidae) är den familj av gnagare som det vanliga sällskapsdjuret marsvin tillhör. Med kapybaran finns världens största gnagare i familjen.

## Allmänt
Marsvin förekommer i stora delar av Sydamerika. De lever i olika habitat, bland annat på det grästäckta slättlandet eller i bergstrakter upp till 4 000 meter över havet. De saknas däremot i tät regnskog. Dessa djur når beroende på art en kroppslängd mellan 20 och 130 centimeter och en vikt av 0,1 (ökenmarsvin) till 80 (kapybara) kilogram. Medan de egentliga marsvinen (Caviinae) och kapybaran har en kompakt kroppsbyggnad påminner maror med sina långa extremiteter mer om hardjur. Att arterna i familjen är släkt med varandra syns huvudsakligen genom skallens och tändernas konstruktion.
Marsvin är vanligen aktiva på dagen och håller ingen vinterdvala, trots att klimatet i delar av deras levnadsområde är särskilt kallt. De gömmer sig i bon som grävs själv eller som övertas av andra djur. De flesta arterna är sociala djur som lever i par eller i grupper med en hanne och flera honor. Hos vissa arter finns ett komplext socialt beteende.
Alla marsvin är växtätare men födans sammansättning varierar mellan arterna. De äter bland annat gräs, frukter och frön.
Dräktigheten varar mellan 50 och 150 dagar, beroende på släkte. Hos större arter är honor längre dräktig. Ungarna är "borymmare" som vid födelsen har päls, tänder och öppna ögon.

## Systematik
Marsvin bildar tillsammans med guldharar (Dasyproctidae), pakor (Cuniculidae) och pacarana (Dinomydiae) överfamiljen Cavioidea som ingår i infraordningen marsvinsartade gnagare (Caviomorpha). Kapybaran listas ibland i en egen familj, Hydrochoeridae, men enligt nyare genetiska forskningar är den närmare släkt med klippmarsvinet än med de egentliga marsvinen.
Enligt Wilson & Reeder (2005) delas familjen i följande underfamiljer och släkten (samt några arter):
- underfamilj Caviinae
  - släkte Cavia
    - arten tschudimarsvinet anses vara ursprungsformen till tama marsvin.

  - släkte Galea, lever i de flesta miljöer, alla är ljusbruna.
  - Ökenmarsvin (Microcavia) lever i torra områden i Argentina och Bolivia. Dessa marsvin är mindre än sina släktingar. Även dessa är bra på att klättra och äter trädblad.
- underfamilj Dolichotinae
  - Maror (Dolichotis) lever i busköknar och på grässlätter i Argentina. Marorna är väldigt stora i jämförelse med sina släktingar, de ser nästan ut som kaniner. De lever i par (hanen och honan håller ihop hela livet). Maran kan bli 15 år.
- underfamilj Hydrochoerinae
  - Kapybara (Hydrochoerus)
  - Klippmarsvin (Kerodon) lever i nordöstra Brasilien. Som namnet anger lever de bland klippor. Klippmarsvinen är större och slankare än de andra släktena. Klippmarsvinen är bra på att klättra i bergen och i träd. De äter trädens blad. Klippmarsvinen jagas och minskar i antal.

Traditionellt har det setts som helt uppenbart att marsvinen tillhör ordningen gnagare.  Detta har dock ifrågasatts på grundval av genetiska data, men senare genetiska studier baserade på mer omfattande DNA-material har återigen bekräftat marsvinens status som gnagare.